# Mónica Macías
Mónica Macías es una autora de origen ecuatoguineano, hija del primer presidente del país, Francisco Macías Nguema, y prima del actual presidente Teodoro Obiang Nguema Mbasogo.Residió en Corea del Norte.

## Primeros años y educación
A los siete años, Mónica Macías fue enviada a Corea del Norte para estudiar y residir bajo el cuidado de Kim Il-sung. Poco después de su llegada, su padre, Francisco Macías Nguema, presidente de Guinea Ecuatorial, fue derrocado y ejecutado tras un golpe de Estado liderado por su primo, Teodoro Obiang Nguema Mbasogo. Tras el juicio y muerte de su padre, Macías, su madre y hermanos quedaron varados en Corea del Norte. Su madre abandonó el país, dejando a los hijos, pero Kim Il Sung continuó apoyándola, enviándola al Internado Militar Revolucionario Mangyondae y luego a la Universidad de Industria Ligera de Pyongyang. Macías permaneció en Pyongyang hasta 1994, cuando se trasladó a España (antigua potencia colonial) para conocer sus raíces y explorar la historia de su familia.

## Carrera como autora
En 2013, Macías captó la atención mediática con la publicación de sus memorias, Soy Monique de Pyongyang (en coreano: 나는 평양의 모니카입니다), escritas en coreano. En este libro, comparte sus experiencias en Corea del Norte y Corea del Sur y cómo estas vivencias influenciaron su visión sobre los problemas que enfrentan ambas naciones.
En marzo de 2023, Mónica Macías lanzó su segunda autobiografía, Chica negra en Pionyang, publicada por Duckworth Publishers. El libro generó gran reconocimiento, ya que Macías compartió los resultados de entrevistas con unas 3,000 personas que conocieron a su padre, concluyendo que no era culpable de los crímenes por los que fue ejecutado. También reveló que considera a Kim Il Sung como un segundo padre y que, al mudarse a Occidente, ocultó sus orígenes debido a haber sido criada por dos figuras reconocidas como dictadores brutales.
En su reciente libro, Macías expresa su postura sobre las figuras controvertidas de Francisco Macías y Kim Il Sung, y ofrece una perspectiva filosófica sobre la moralidad nacional. Rechaza los llamados a condenar a ambas figuras, percibiendo a Kim Il Sung como su salvador y pasando por alto las violaciones de derechos humanos atribuidas a él. Asimismo, sostiene que ningún país es intrínsecamente "bueno" o "malo" y plantea dudas sobre la legitimidad de que una nación tenga autoridad moral para juzgar a otras.